# 2023年6月臺灣
| << | 2023年6月 （民國112年） | >> |    |    |    |    |
| \| 日 \| 一 \| 二 \| 三 \| 四 \| 五 \| 六 \| \| \| \| \| \| 1 \| 2 \| 3 \| \| 4 \| 5 \| 6 \| 7 \| 8 \| 9 \| 10 \| \| 11 \| 12 \| 13 \| 14 \| 15 \| 16 \| 17 \| \| 18 \| 19 \| 20 \| 21 \| 22 \| 23 \| 24 \| \| 25 \| 26 \| 27 \| 28 \| 29 \| 30 \| \| \| \| \| \| \| \| \| \| |                         |    |    |    |    |    |
| 臺灣新聞動態／維基新聞 |                         |    |    |    |    |    |
| 世界／中国大陆／臺灣 |                         |    |    |    |    |    |
| 日 | 一                      | 二 | 三 | 四 | 五 | 六 |
| |                         |    |    | 1  | 2  | 3  |
| 4 | 5                       | 6  | 7  | 8  | 9  | 10 |
| 11 | 12                      | 13 | 14 | 15 | 16 | 17 |
| 18 | 19                      | 20 | 21 | 22 | 23 | 24 |
| 25 | 26                      | 27 | 28 | 29 | 30 |    |
| |                         |    |    |    |    |    |

## 6月6日
- 上午7時04分，宜蘭縣五結鄉溪濱路三段與鎮安路口發生嚴重車禍，造成3人死亡、1人受傷，其中傷者為60歲吳姓男子重傷，死者為42歲鐘姓母親、18歲陳姓女兒、50歲溫姓男子。事故因一輛自小客車和客貨車、小貨車發生連環追撞。Volvo自小客車為吳姓男子駕駛，三菱客貨車為鐘姓婦女駕駛和陳姓女兒，小貨車為溫姓男子駕駛。事發時為上班尖峰時間，車禍造成交通堵塞。肇事的吳姓男子為國立宜蘭大學教授，其研究專長為化學工程、環境工程。陳姓女子為宜蘭高商國際貿易科二年級學生。警方初步研判車禍原因應是吳姓男子未注意車前狀況[1][2][3]。

## 6月8日
- 新北市板橋區私立寶仁幼兒園發生老師餵食孩童不明藥物事件。多位家長於該年2月至4月間發現自家孩童情緒易怒、邊睡邊哭叫、精神恍惚、自殘等異常行為，經詢問孩童說：「老師說如果不乖乖睡覺，就去喝彩虹藥水」，家長將孩童送醫進行化驗，發現驗出安眠药成分的苯基重氮鹽、巴比妥等違禁藥物。該幼兒園屬於吉的堡教育集團加盟體系。吉的堡集團於該日發聲明表示，即起暫緩並停止與該加盟園之品牌及教學合作。新北市教育局於該日宣布，裁定12日起廢止私立幼兒園的設立許可，並裁處最高罰鍰15萬元。新北私立寶仁幼兒園餵藥案於該日引起社會各界關注[4][5]。

## 6月10日
- 自9日晚間9時58分高雄市茂林區4.0地震起，高雄市與屏東縣交界發生5起地震，最大地震為該日下午1時31分屏東縣三地門鄉發生規模5.3地震[6]。

## 6月19日
- 旅法網紅Zofia在Facebook上指控黃子佼在她17歲時強吻、拍攝未成年少女私密照片，當事人拍攝影片承認犯案[7][8]。

## 6月20日
- 抖音網紅耀樂控訴炎亞綸在2018年強制進行未合意性交及錄製私密影片外流[9]。

## 6月21日
- 劉家凱〈活著沒什麼大不了〉於各大數位音樂平台上架，但受邱耀樂性指控炎亞綸事件影響，音樂公司將歌曲紛紛從數位平台下架，已公布的音樂錄影帶也一同撤下[10]。

## 6月24日
- 上午8時許，新竹縣竹北市中正東路一處住商混合大樓發生石化氣氣爆事故，造成6人受傷，其中1人重傷、5人輕傷，重傷者為一名16歲少年。瓦斯外洩共造成1戶民宅氣爆、15戶民宅火警、12戶民宅瓦斯洩漏。超過76人需要安置。據初步調查，燃燒面積約40坪，損失220萬。下午4時許恢復正常供氣[11]。